# Apeadeiro de Gondarém

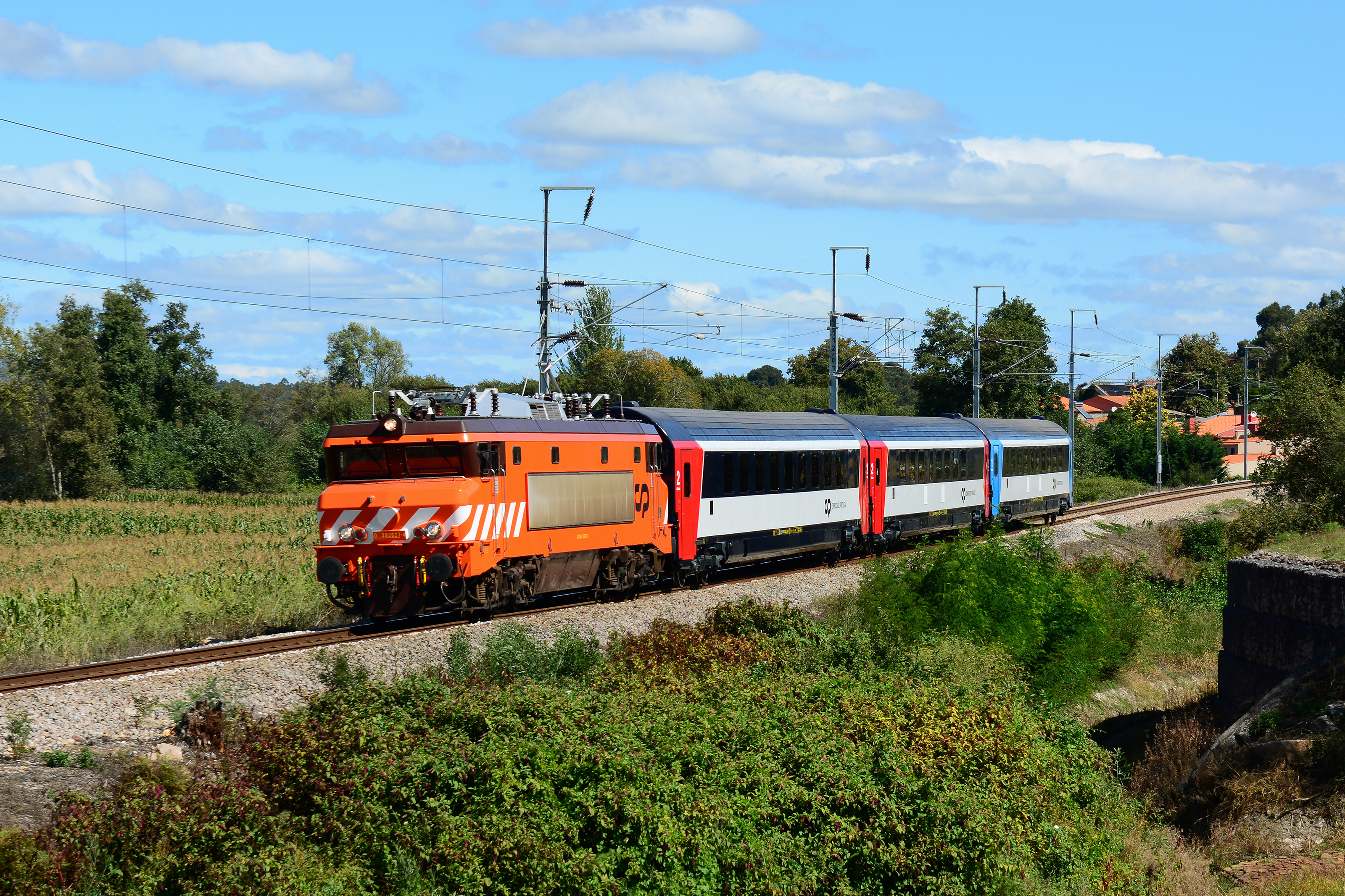
Locomotiva n.º 2627 em 2021, testando as novas carruagens Arco entre Esqueiro e Gondarém.

O Apeadeiro de Gondarém (nome anteriormente grafado como "Gondarem"), é uma gare da Linha do Minho, que serve a localidade de Gondarém, no concelho de Vila Nova de Cerveira, em Portugal.

## Descrição
Esta interface tem acesso pelo Largo da Estação, no concelho de Vila Nova de Cerveira. O edifício de passageiros situa-se do lado sudoeste da via (lado direito do sentido ascendente, a Monção).

## História
Este apeadeiro encontra-se no troço da Linha do Minho entre Caminha e São Pedro da Torre, que abriu à exploração no dia 15 de Janeiro de 1879.
Em Julho de 1902, esta interface chamava-se ainda Gondarem. Em Junho de 1913, surgia nos horários com a classificação de estação.
Em 11 de Maio de 1927, os Caminhos de Ferro do Estado foram integrados na Companhia dos Caminhos de Ferro Portugueses, que passou a explorar as antigas linhas estatais. Em 1934, foi aprovado o plano para a ampliação do edifício de passageiros, que então já tinha sido desclassificado para apeadeiro. Esta obra foi iniciada pela companhia ainda no mesmo ano, tendo sido concluída em 1935.

Em 2021, após obras de reparação e eletrificação, começaram a circular neste troço (Viana-Valença) comboios elétricos.